# Teteven
Teteven (in bulgaro Тетевен?), è una città di circa 12 000 abitanti della Bulgaria centrale a circa 85 km da Sofia. È situata sulle rive del fiume Vit ed ai piedi del monti Stara Planina.

## Località
Il comune è formato dall'insieme delle seguenti località:
- Teteven
- Asen
- Babinci
- Brezovo
- Bălgarski izvor
- Vasilyovo
- Galata
- Glogovo
- Glojene
- Goljam izvor
- Goljamo osoe
- Gornoto selo
- Gorunjovo
- Gradežnica
- Divčovoto
- Dălga livada
- Zoreniški dol
- Krivina
- Krukožabene
- Lozeto
- Malka Željazna
- Oreša
- Ravna
- Ribarica
- Topilišta
- Černi Vit